# Edgar Hector
Edgar Georg Maria Hector (* 9. Mai 1911 in Saarlouis; † 21. März 1989 in Paris) war ein saarländischer und französischer Jurist und Politiker (CVP). Er war von 1951 bis 1955 Innenminister des Saarlandes.

## Leben

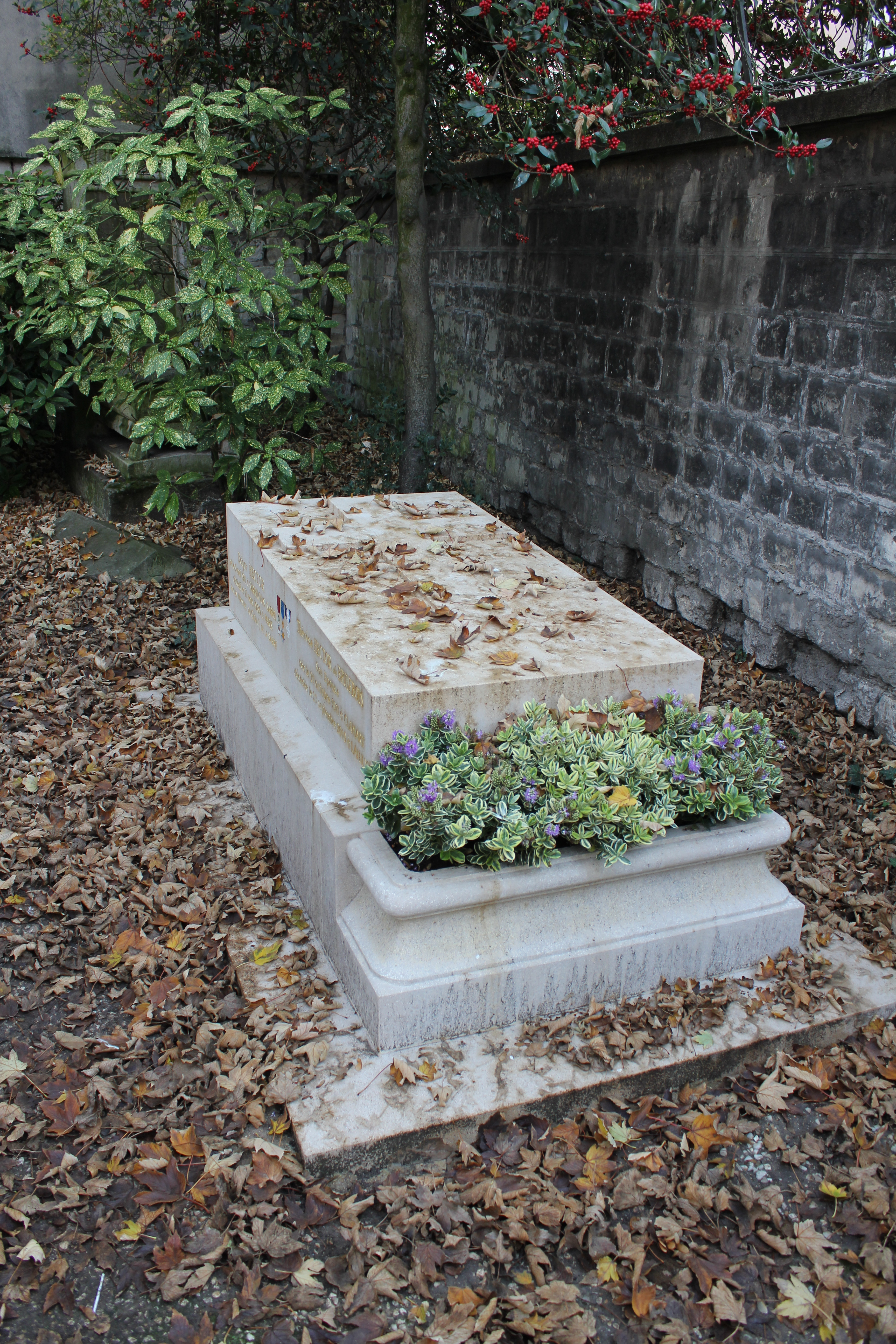
Grab von Edgar Hector auf dem Friedhof Père-Lachaise in Paris.

Hector war Sohn des Saarlouiser Arztes und Bürgermeisters sowie Mitglieds der Regierungskommission des Völkerbundes für das Saargebiet Jacob Hector. Nach der Saarabstimmung 1935 emigrierte seine Familie, die sich gegen den Anschluss des Saargebietes an das Deutsche Reich eingesetzt hatte, nach Metz. Bereits am 25. Februar 1930 war Edgar Hector, als minderjährigem Kind seines Vaters zusammen mit diesem die französische Staatsangehörigkeit verliehen worden. In Paris absolvierte Hector ein Studium der Rechtswissenschaft an der Sorbonne und promovierte 1939 mit einer Arbeit über die gesetzlichen Regeln des Handwerks (La législation actuelle de l'artisanat). Er gehörte dem Office Sarrois an, einer staatlichen Stelle für Saarflüchtlinge in Frankreich. Während der deutschen Besetzung Frankreichs hielt er sich mit seiner Familie in den Pyrenäen auf.
Als Angehöriger der französischen Streitkräfte kehrte Hector 1945 ins Saarland zurück. Er trat der CVP bei und wurde 1947 trotz Kritik wegen seiner französischen Staatsangehörigkeit in den Landtag des Saarlandes gewählt. Unter Johannes Hoffmann, der in Personalunion Ministerpräsident und Innenminister war, amtierte Hector von 1947 bis 1951 als Staatssekretär des Inneren und für Wiederaufbau im Kabinett Hoffmann I. In den folgenden Kabinetten Hoffmann war er von April 1951 bis Oktober 1955 selbst Innenminister. Hector, der eines der führenden Mitglieder des Mouvement pour le Rattachement de la Sarre à la France (MRS) war, vertrat einen frankreichfreundlichen Kurs und ging mit polizeistaatlichen Methoden gegen Kritiker vor, unter anderem war er für zahlreiche Ausweisungen, Zensurmaßnahmen sowie für das Verbot der prodeutschen Demokratischen Partei Saar verantwortlich.
Nach der Ablehnung des Europäischen Saarstatuts im Jahr 1955 trat Hoffmanns Kabinett zurück. Hector verließ daraufhin das Saarland und kehrte 1956 nach Frankreich zurück. Er war zunächst als Rechtsanwalt in Paris tätig und fand dort schließlich eine Beschäftigung bei der Électricité de France, die er zuletzt in Brüssel bei der Europäischen Gemeinschaft vertrat. Edgar Hector wurde auf dem Père Lachaise Friedhof, in Paris (division 7) beerdigt.